# اولیویا اولاولی
اولیویا اولاولی (انگلیسی: Olivia O'Lovely؛ زاده ۲۶ سپتامبر ۱۹۷۶) یک بازیگر پورنوگرافی اهل ایالات متحده آمریکا است. او ترکیبی از نژادهای فرانسوی، آلمانی، شیلی، اسپانیایی و سیسیلی است. در سال 1995، اولیویا  در سن 18 سالگی به عنوان یک رقاص برهنه در باشگاه نجیب زادگان De Ja Vu کار خود را  در صنعت سرگرمی بزرگسالان شروع کرد.